# Ablabesmyia illinoensis
Ablabesmyia illinoensis är en tvåvingeart som först beskrevs av Malloch 1915.  Ablabesmyia illinoensis ingår i släktet Ablabesmyia och familjen fjädermyggor. Inga underarter finns listade i Catalogue of Life.